# Handermelle
Handermelle er en lille landsby i Vester Ulslev Sogn på den sydlige del af Lolland. Landsbyen befinder sig i Guldborgsund Kommune og tilhører Region Sjælland. 
Stedet omtales første gang i 1454 på skrift. Navnets efterled, melle, betyder et stykke "jord med let, sandet karakter". Ordet genfindes i nabobyen Flårupmelle. Forleddets betydning er uvis.
Allerede 1552 omtales også den nærliggende lille havn, Handermelle havn, som er en af 6 småhavne på strækningen mellem Nysted og Rødbyhavn. Et kongebrev fra 1634 giver oven i købet egnens bønder ret til at udskibe varer fra havnen. Flere steder på havbunden ud for havnen, ligger der større ansamlinger af munkesten. De kan ses ved ekstreme lavvander. De vidner muligvis om import af mursten i middelalderen. Eksporten fra kysten bestod af korn og kvæg, og importen muligvis af salt og mursten. I dag bruges havnen kun af fiskere og strandjægere. 
Lige øst for byen lå til 1960 Strandby Skole.

## Administrativt/kirkeligt tilhørsforhold

### Tidligere
- Musse Herred, Ålholm Len, Ålholm Amt, Maribo Amt, Storstrøms Amt, Vester Ulslev sognekommune, Nysted Kommune
- Fyens Stift

### Nuværende
- Region Sjælland, Guldborgsund Kommune
- Lolland-Falsters Stift, Lolland Østre Provsti, Øster Ulslev-Vester Ulslev-Godsted Pastorat, Vester Ulslev Sogn

## Galleri
- Fiskerhytter i Handermelle Havn
- Havnebassin nr. 1 …
- og nr. 2